# Eugène-Antoine Aizelin

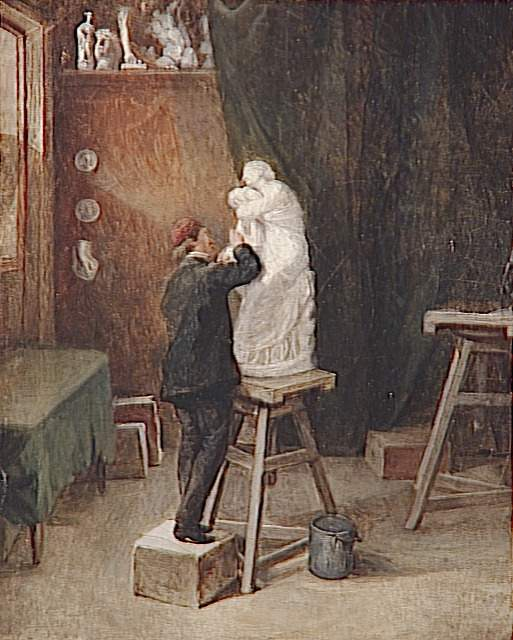
El escultor Eugène Aizelin esculpiendo su Sapho, retratado por Sophie Aizelin nacida Berger (1817-1882), conservado en el Museo Nacional del Château de Compiègne desde 1946.

Eugène-Antoine Aizelin fue un escultor y estatuario francés , nacido el 8 de julio de 1821 en París y fallecido el año 1902.

## Datos biográficos
Eugène Aizelin nació en el 11º distrito de París,era hijo de Claude-Jacques Aizelïn, dibujante y de Luise Eugenie Delan. Entró en la Ecole des Beaux-Arts en 1844 y allí fue alumno de los escultores Jules Ramey y Auguste Dumont.
Participó en los Salones de 1852 a 1897 y en las Exposiciones Universales de 1878, 1889 y 1900. En las que obtuvo múltiples recompensas: una medalla de bronce en el Salón de 1859, una medalla de plata en 1861, una medalla de bronce en la Exposición universal de 1878. El grupo dedicado a Mignon fue expuesto por primera vez en yesoen el Salón de 1880, posteriormente en mármol al año siguiente y por fin en bronce durante la Exposición universal de 1889 en la que fue premiado con una medalla de oro.
Paralelamente, recibió encargos para la realización de monumentos en París: el Teatro del Châtelet, la Ópera Garnier, el Ayuntamiento de París, el Palacio del Louvre y las iglesias de la Trinidad y de Saint-Roch. Sus obras fueron reproducidas en series de bronce por el fundidor Barbedienne en diferentes tamaños.
Fue nombrado caballero de la Legión de Honor en 1867, y oficial de la misma orden en 1892.

## Obras
Entre las mejores y más conocidas obras de Eugène-Antoine Aizelin se incluyen las siguientes:
Obras
- Psique - Psyché , en el Museo Departamental de la Oise , Beauvais , obra presentada en el Salón de 1861
- Agar e Ismael - Agar et Ismaël , mármol, París, Palacio del Luxemburgo
- Judith , bronce, París, Palacio del Luxemburgo
- L' Idylle , en la Ópera de París , 1870
- Santa Genoveva , París, Iglesia de Saint-Roch, 1872
- San Honorato - Saint Honoré , París, Iglesia de Saint-Roch, 1873
- L'Idylle , Palacio del Louvre , 1874
- Jean Sylvain Bailly , el primer alcalde de París, estatua, en el Ayuntamiento de París , 1882
- Rafael niño - Raphaël enfant , Museo Departamental de la Oise , en Beauvais , 1887
- Japón- Le Japon , estatua de mármol, París, Museo Nacional de Historia Natural de Francia

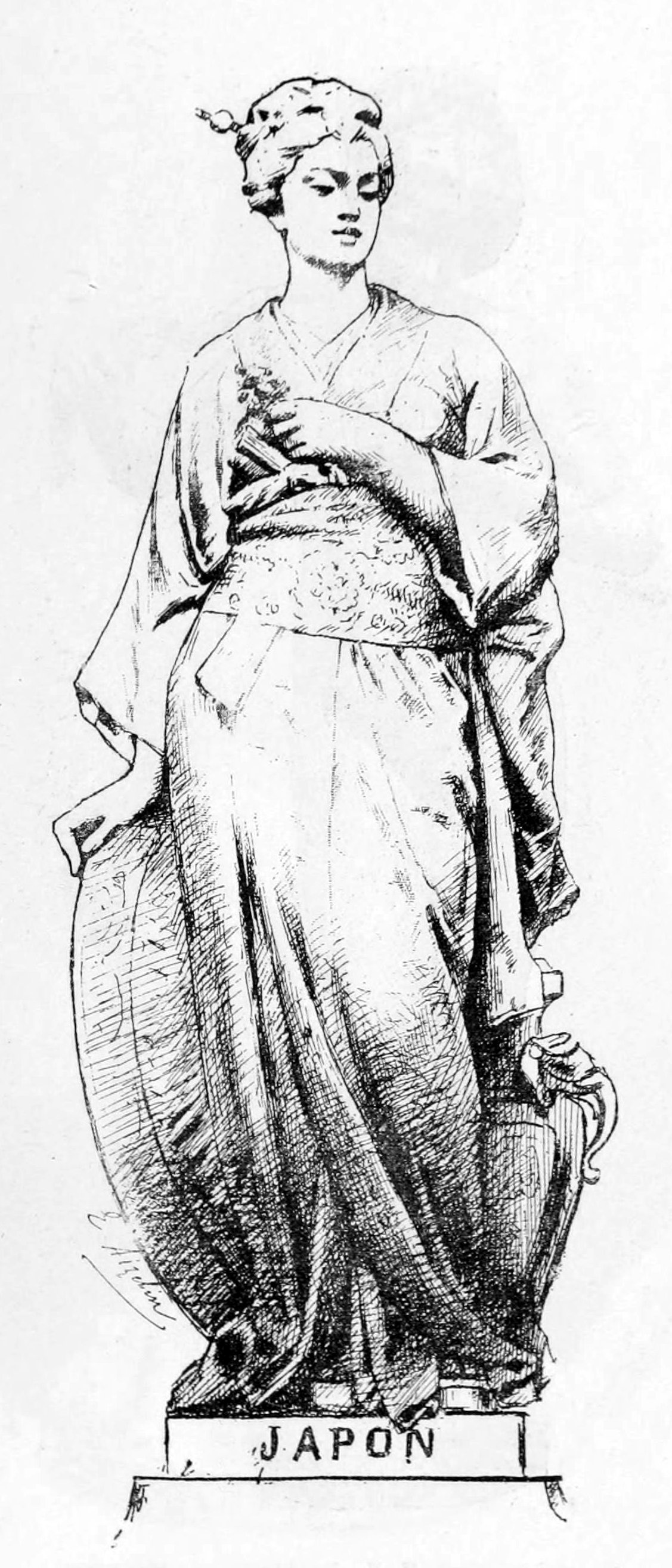
Dibujo de Japón Pulsar para ampliar.

- El lobo y el cordero - Le loup et l'agneau , en el Museo Departamental de Oise, en Beauvais, presentada al Salón de 1892

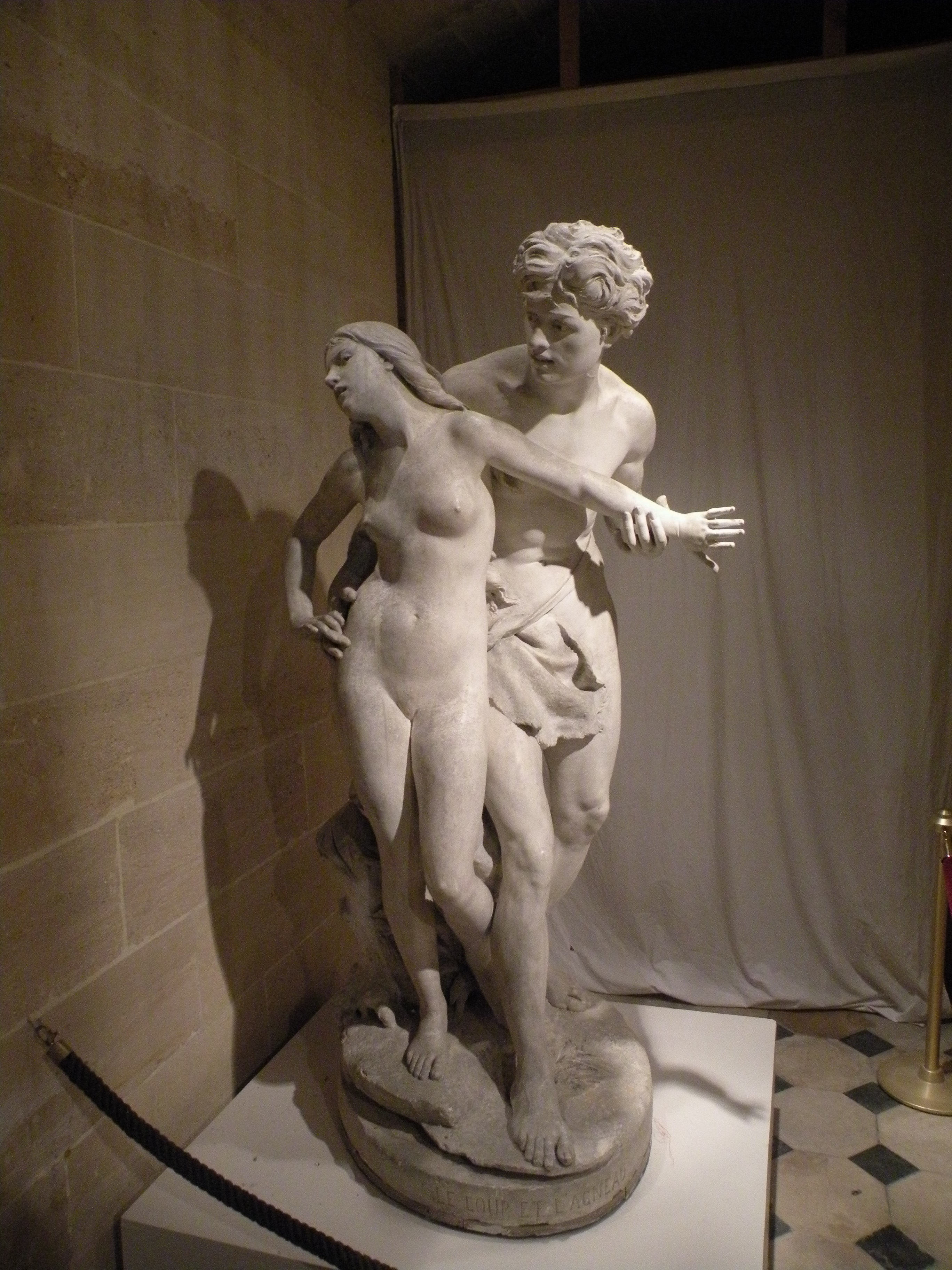
Pulsar para ampliar.

- Una alegoría femenina - Une allégorie féminine , Ayuntamiento de Celles-sur-Belle ( Deux-Sèvres )
- Tumba de Charles-Eugène-Adolphe Desforges de Vassens en el cementerio del Père-Lachaise de París

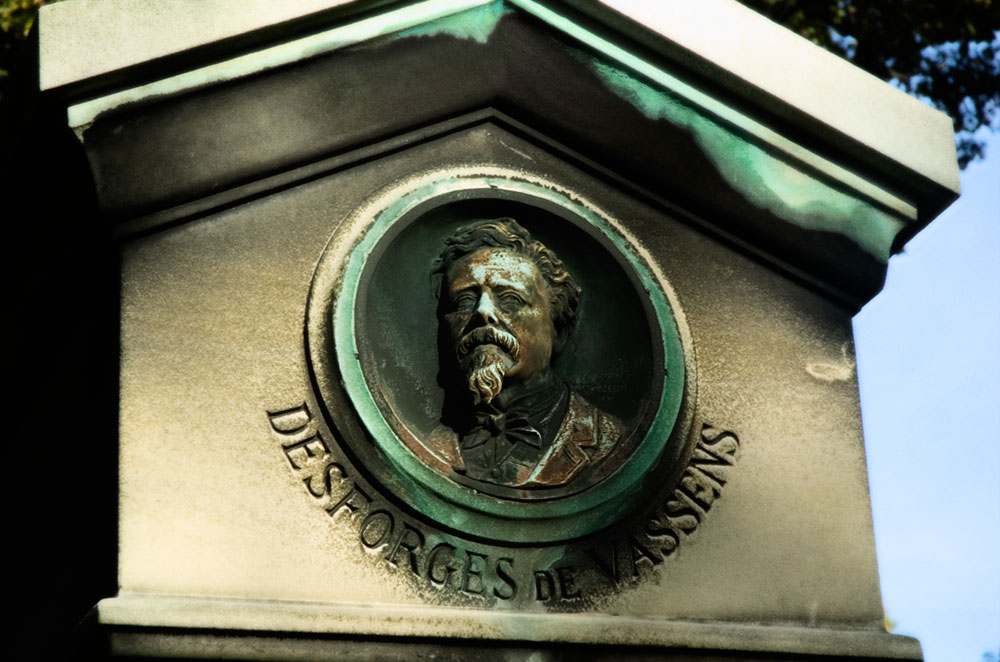
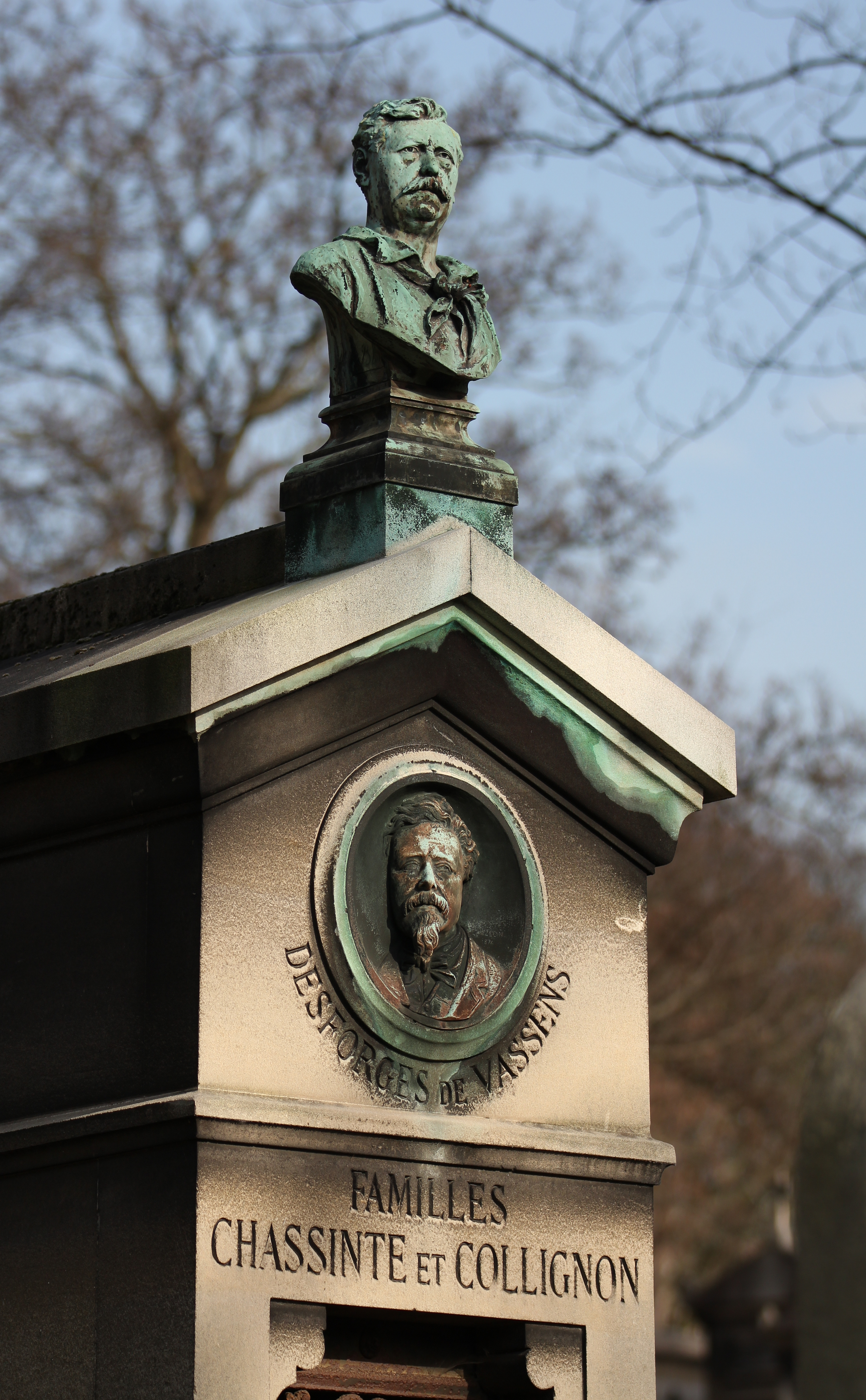
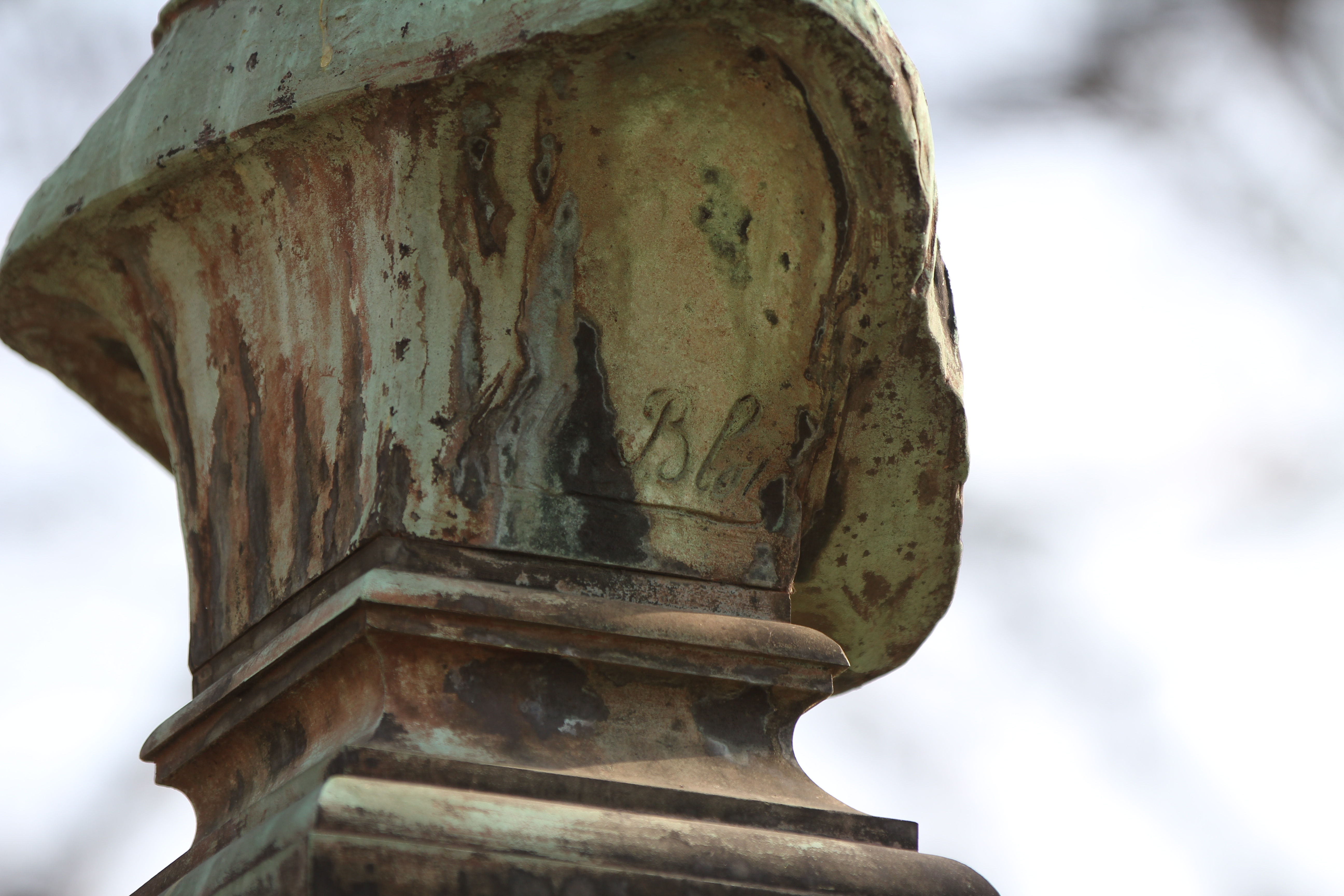
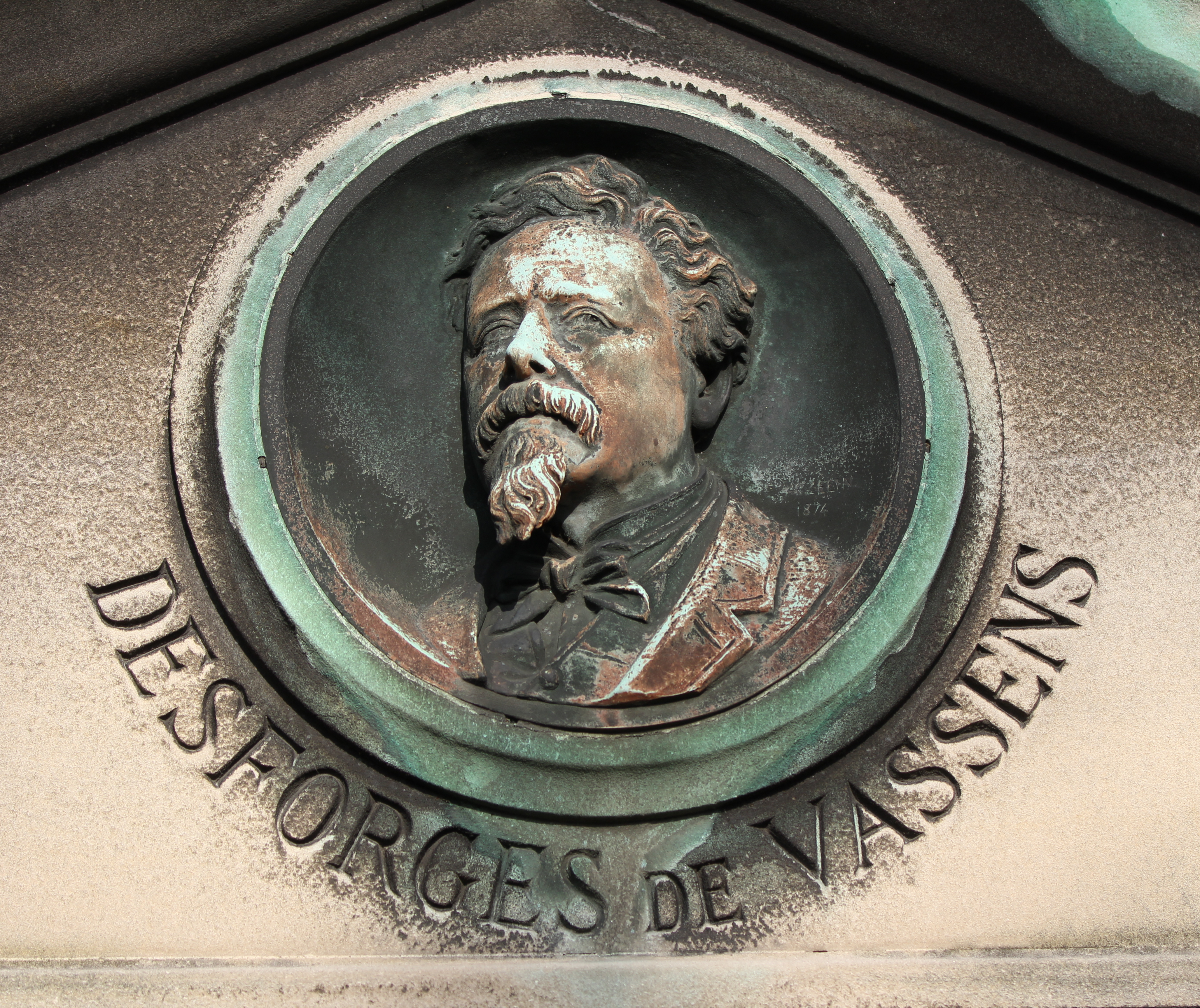

### Galería de imágenes
Fotos de esculturas de Eugène-Antoine Aizelin

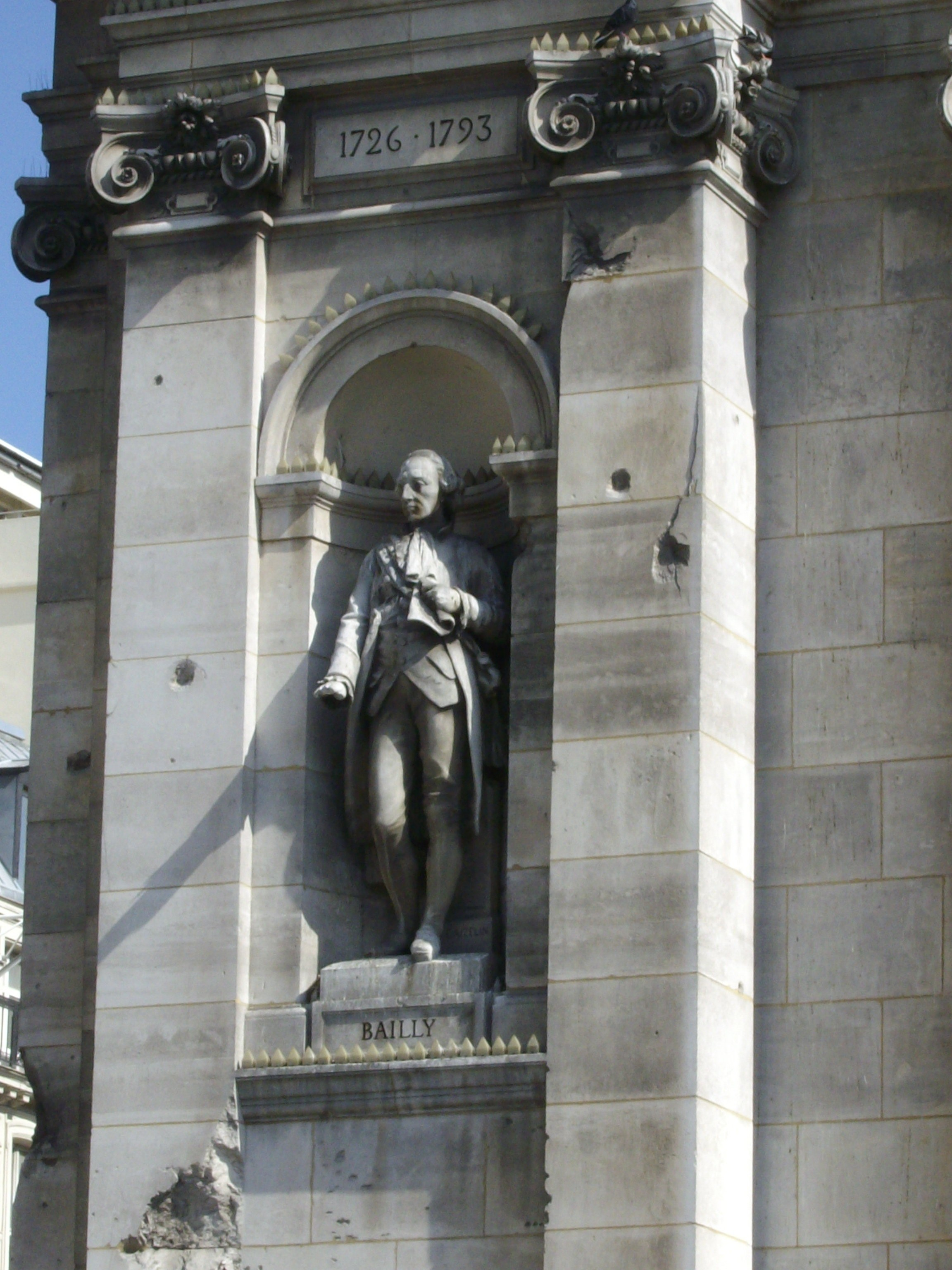
Bailly, ayuntamiento de París, 1882
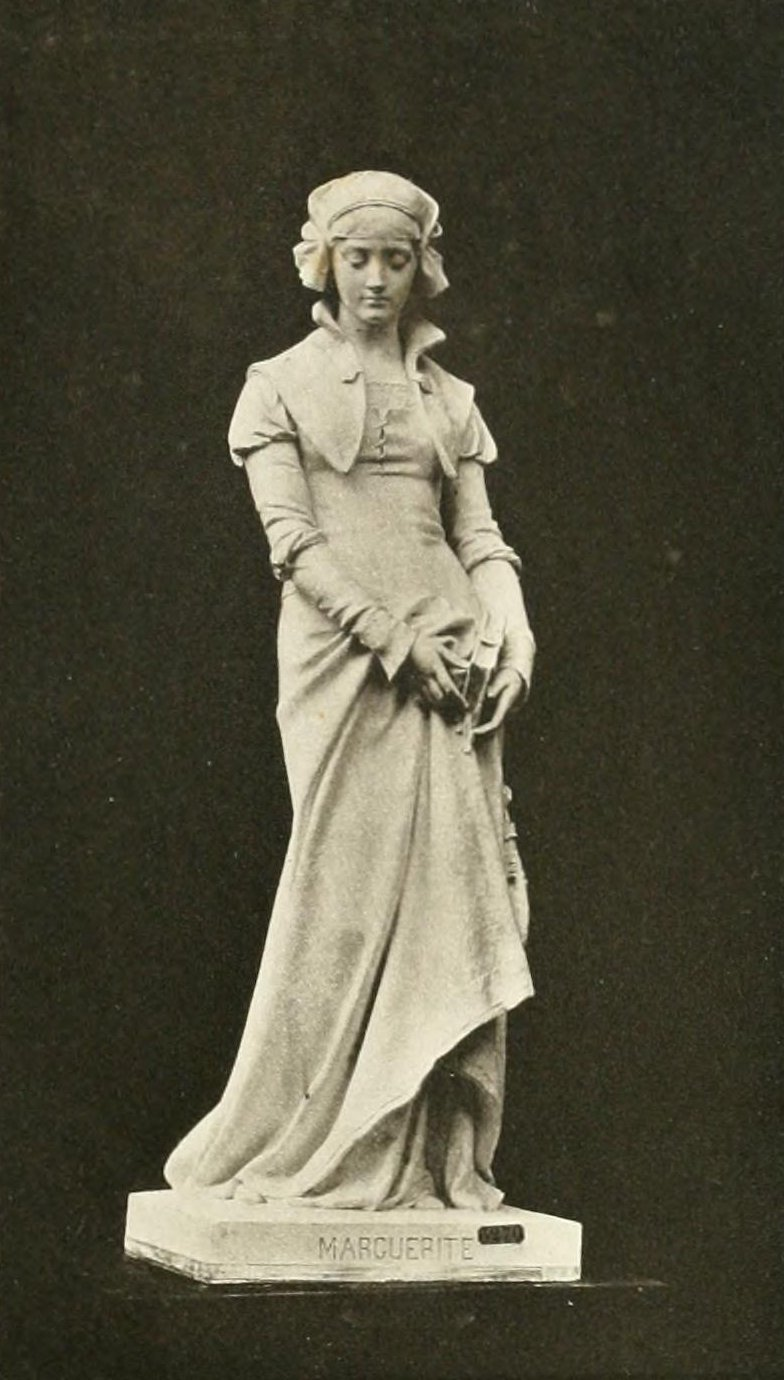
Marguerite
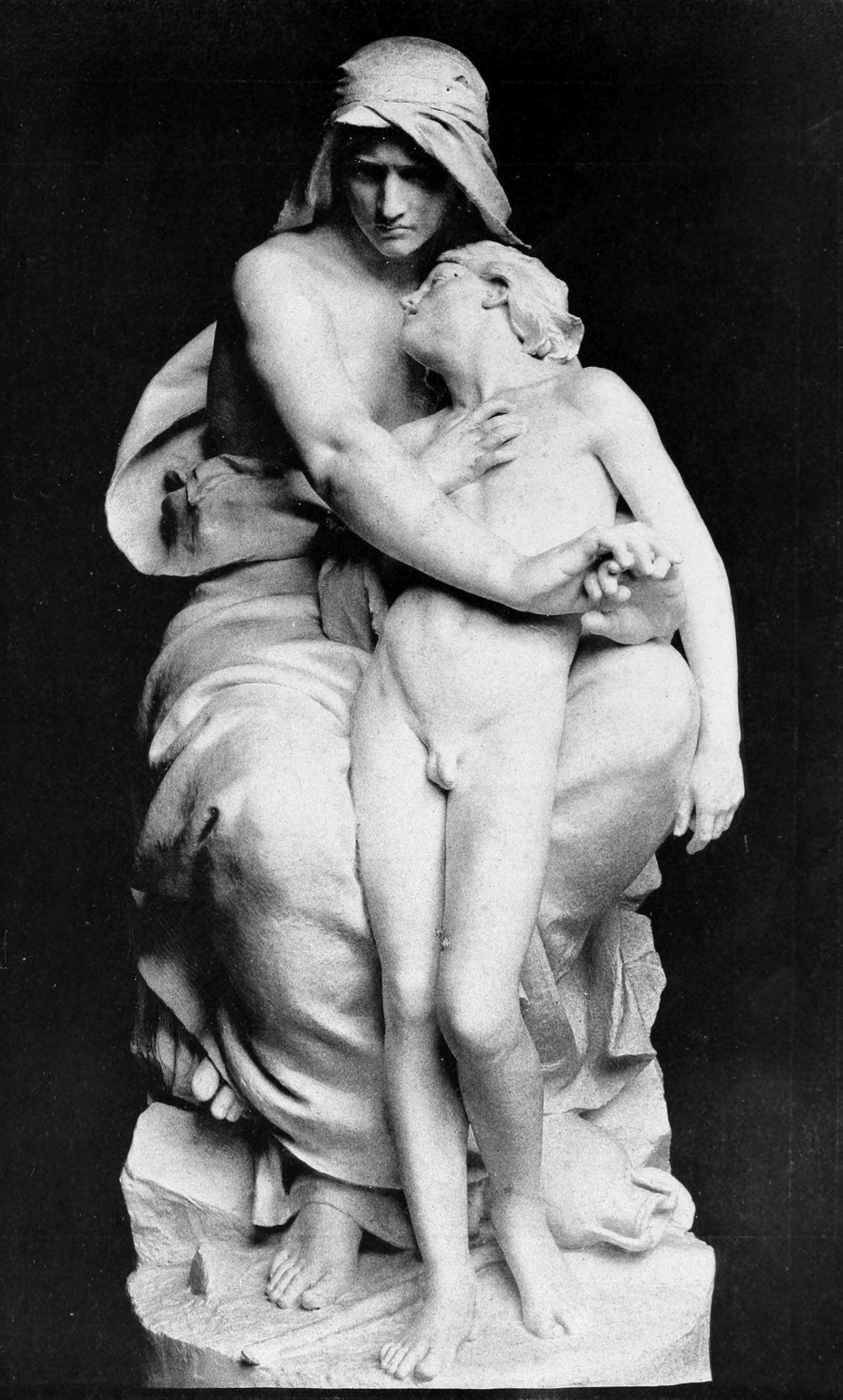
Agar e Ismael,1888
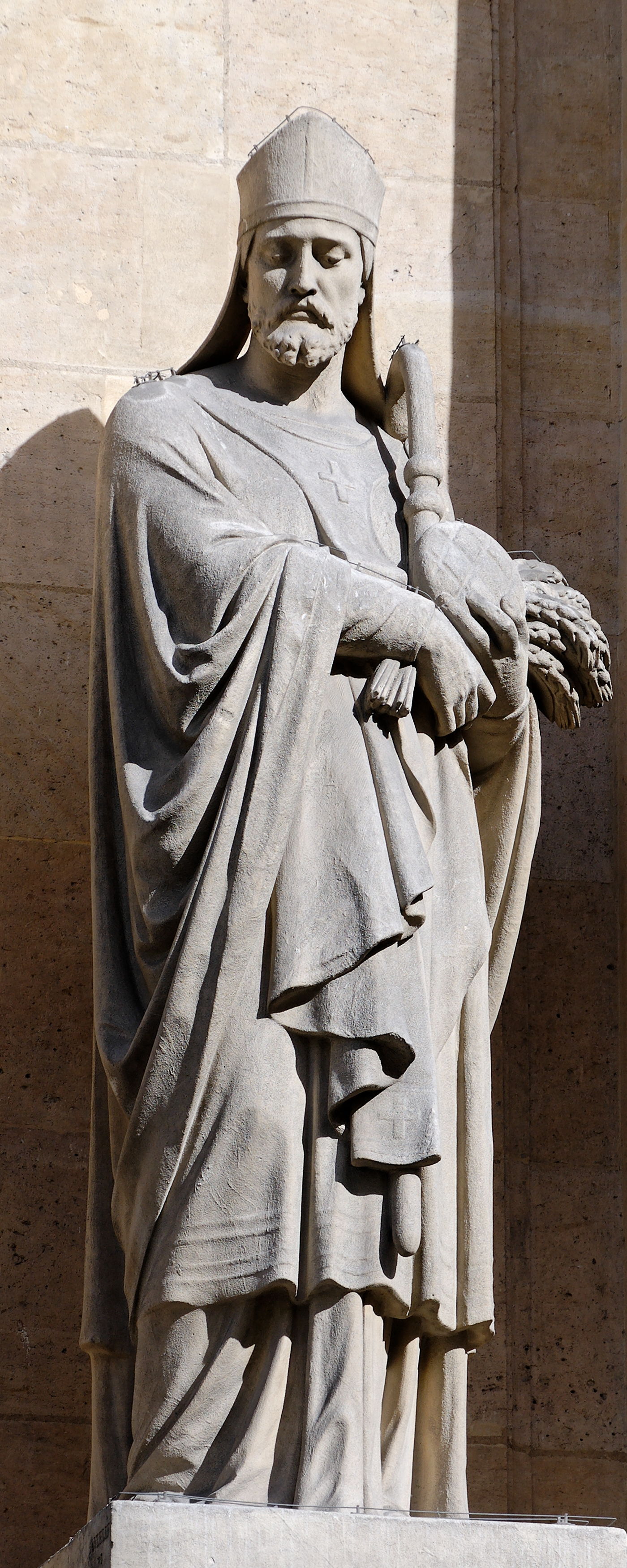
San Honorato, Iglesia de Saint-Roch, 1873

Dibujos de esculturas de Eugène-Antoine Aizelin

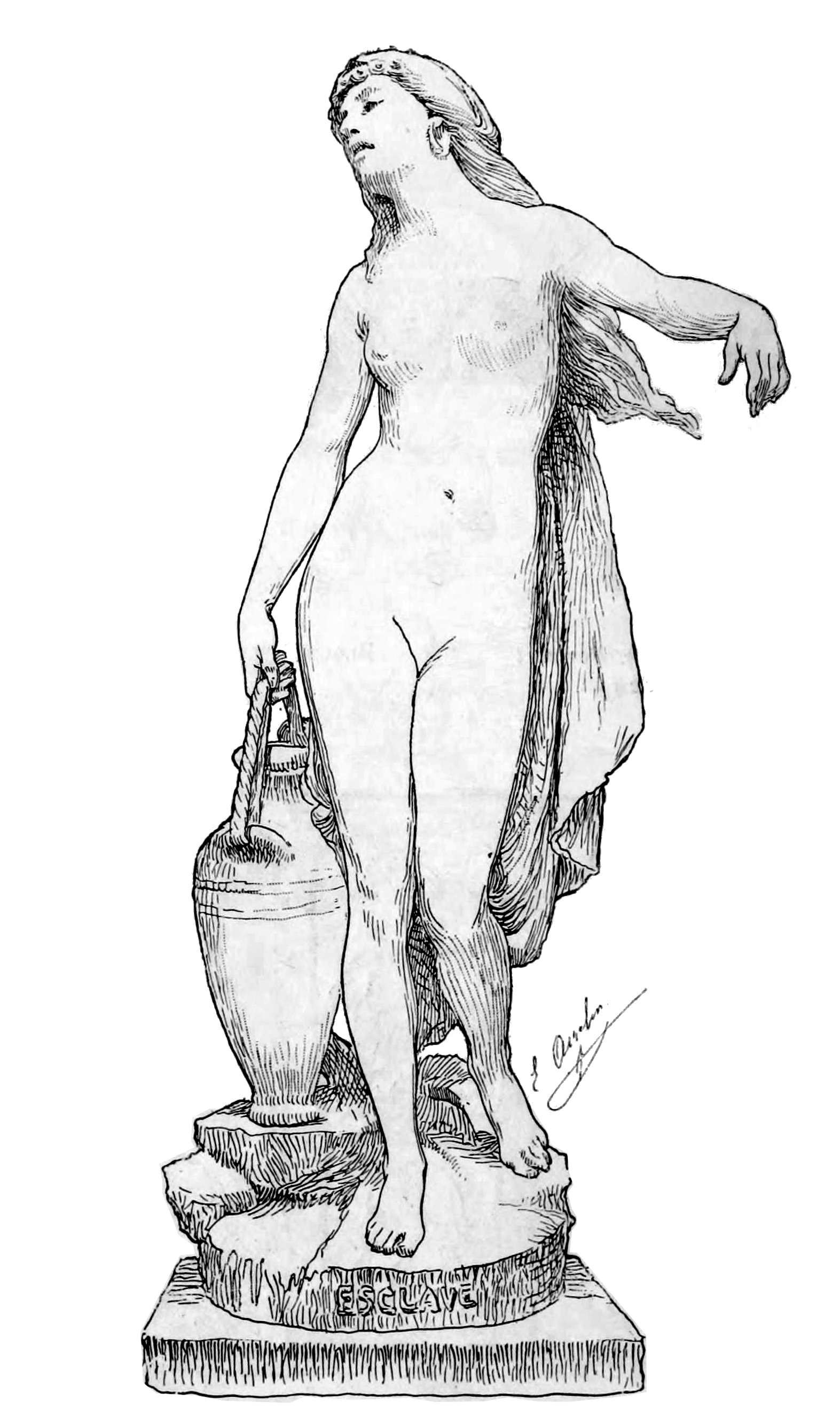
Esclava
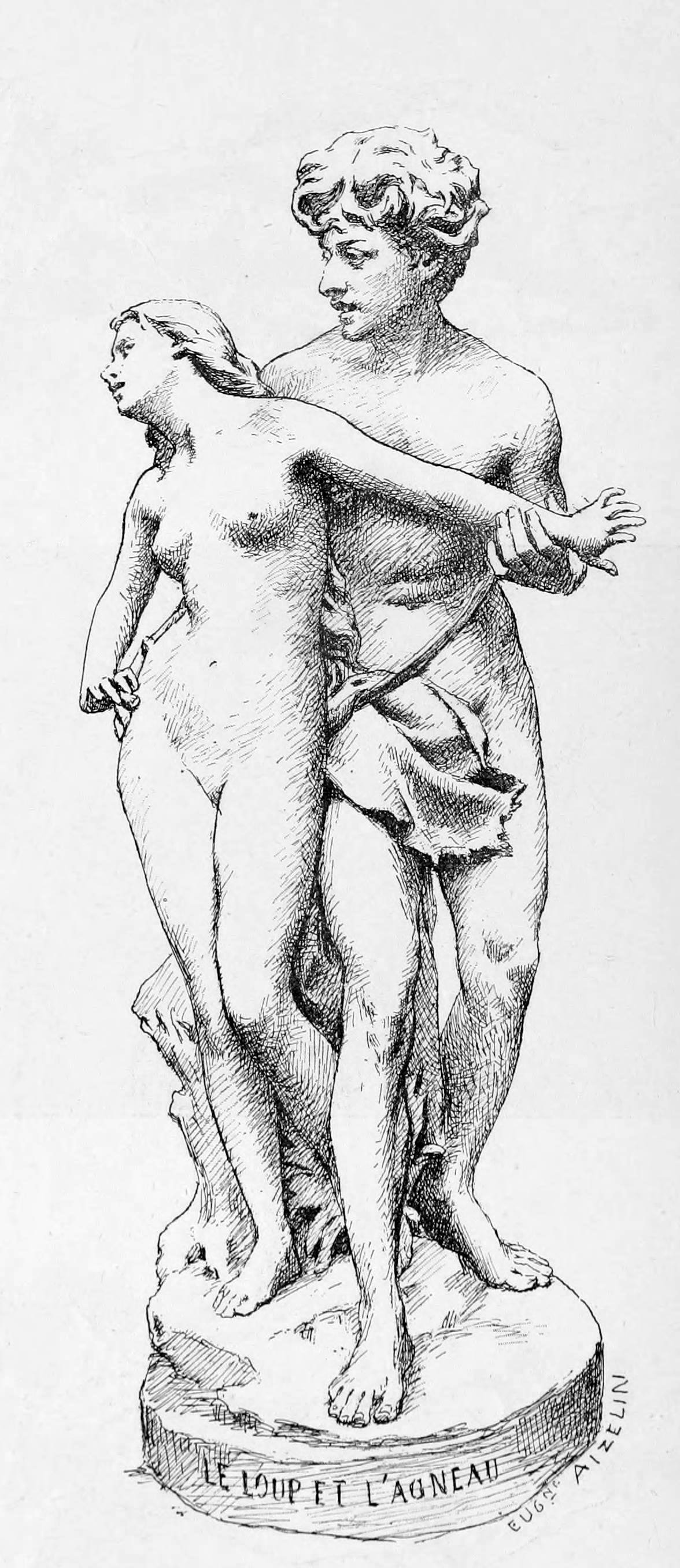
El lobo y el cordero  , Beauvais, 1892
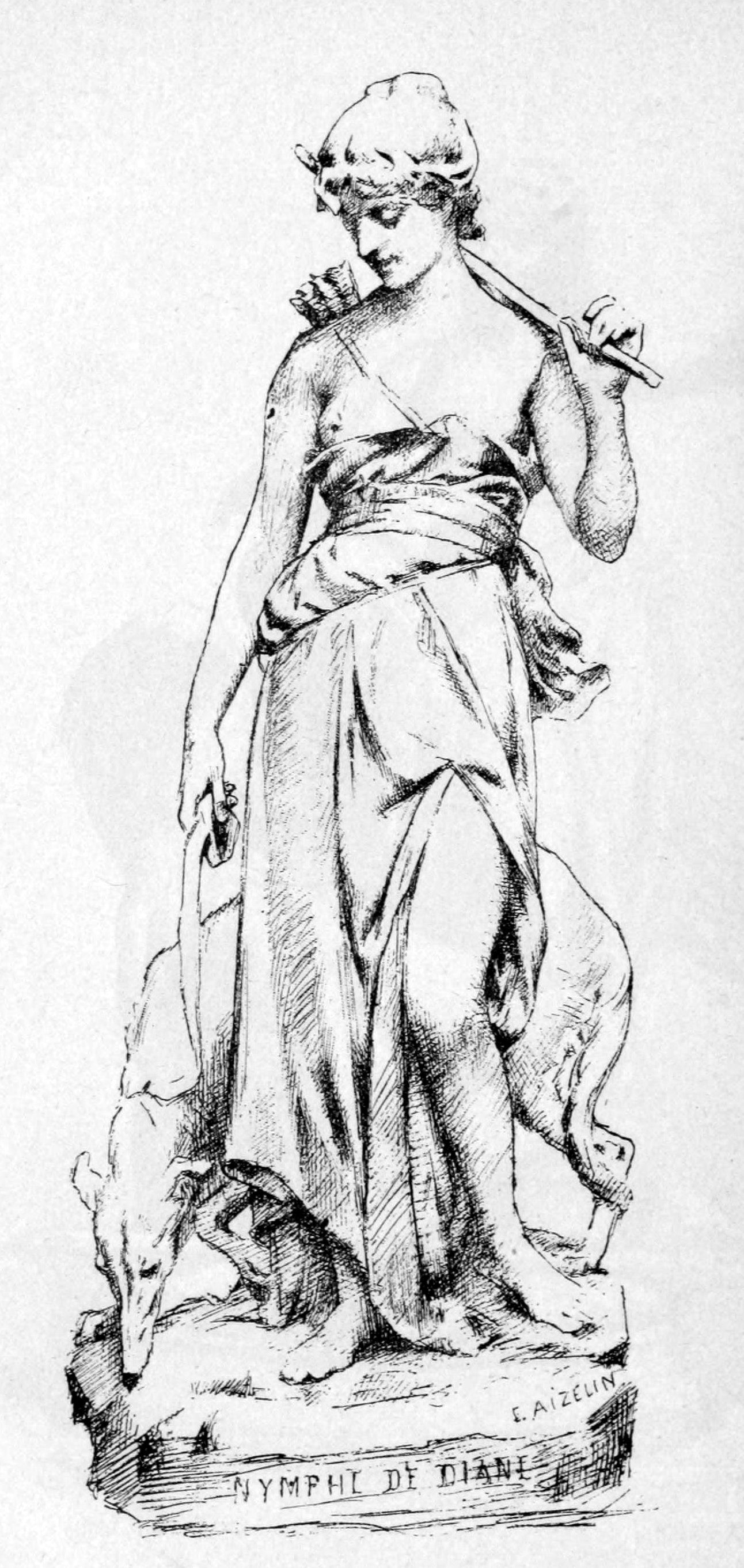
Ninfa de Diana
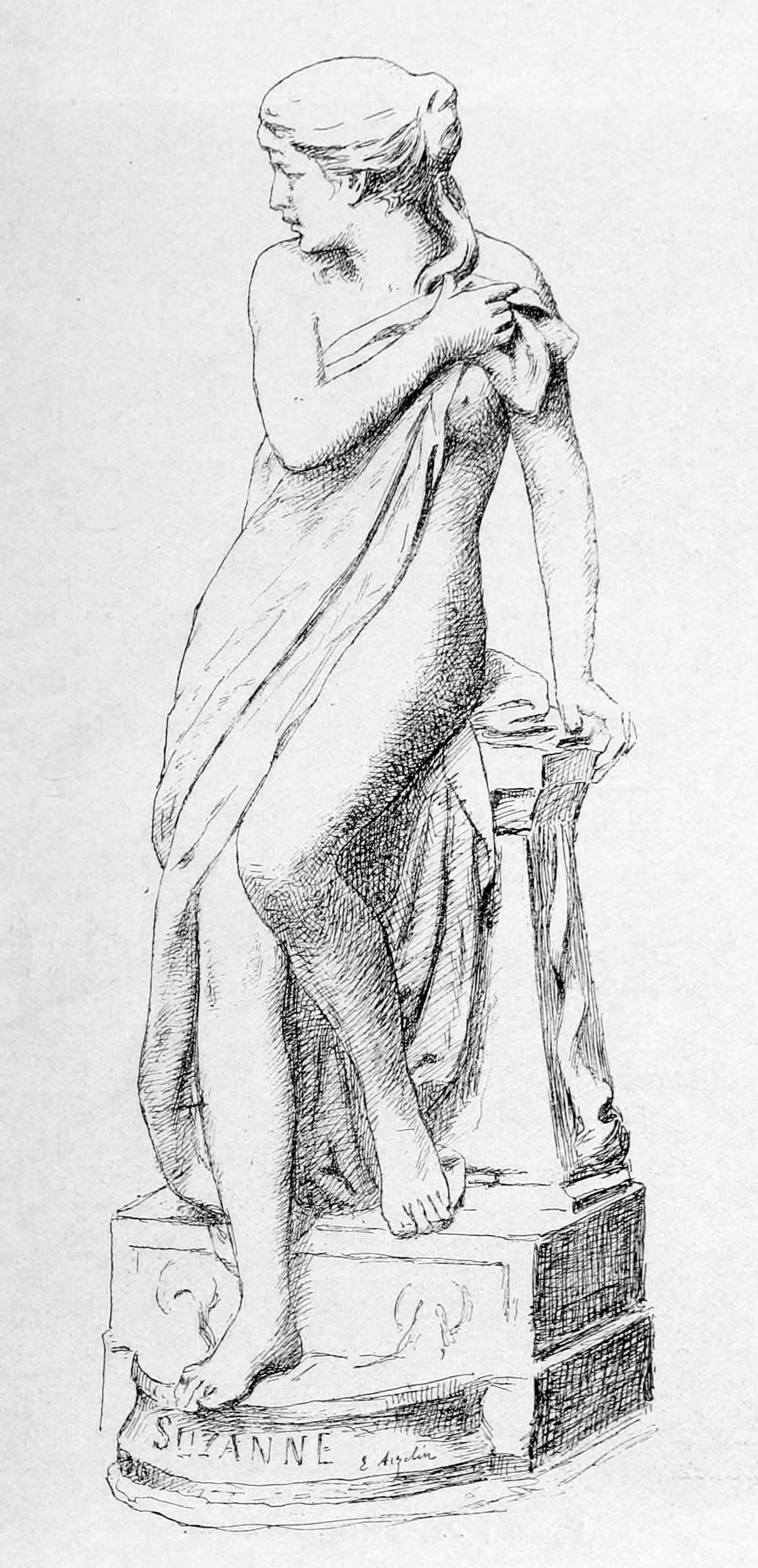
Suzanne

(pulsar sobre la imagen para agrandar) 